# ATP World Tour 2018
ATP World Tour 2018 – sezon profesjonalnych męskich turniejów tenisowych organizowanych przez Association of Tennis Professionals w 2018 roku. ATP World Tour 2018 obejmuje turnieje wielkoszlemowe (organizowane przez Międzynarodową Federację Tenisową), turnieje rangi ATP World Tour Masters 1000, ATP World Tour 500, ATP World Tour 250, zawody Pucharu Davisa (organizowane przez ITF) oraz kończące sezon zawody ATP Finals.

## Kalendarz turniejów
| Wielki Szlem                |
| ATP Finals                  |
| ATP World Tour Masters 1000 |
| ATP World Tour 500          |
| ATP World Tour 250          |

### Styczeń
| Tydzień | Data        | Turniej                                                               | Zwycięzcy                    | Wynik                      | Finaliści                          | Półfinaliści                   | Ćwierćfinaliści                                                        |
| ------- | ----------- | --------------------------------------------------------------------- | ---------------------------- | -------------------------- | ---------------------------------- | ------------------------------ | ---------------------------------------------------------------------- |
| 1.      | 31 grudnia  | Brisbane International Brisbane ATP World Tour 250 468 910 $ – Twarda | Nick Kyrgios                 | 6:4, 6:2                   | Ryan Harrison                      | Alex de Minaur Grigor Dimitrow | Ołeksandr Dołhopołow Kyle Edmund Denis Istomin Michael Mmoh            |
| 1.      | 31 grudnia  | Brisbane International Brisbane ATP World Tour 250 468 910 $ – Twarda | Henri Kontinen John Peers    | 3:6, 6:3, 10–2             | Leonardo Mayer Horacio Zeballos    | Alex de Minaur Grigor Dimitrow | Ołeksandr Dołhopołow Kyle Edmund Denis Istomin Michael Mmoh            |
| 1.      | 1 stycznia  | Qatar ExxonMobil Open Doha ATP World Tour 250 1 286 675 $ – Twarda    | Gaël Monfils                 | 6:2, 6:3                   | Andriej Rublow                     | Guido Pella Dominic Thiem      | Mirza Bašić Borna Ćorić Peter Gojowczyk Stefanos Tsitsipas             |
| 1.      | 1 stycznia  | Qatar ExxonMobil Open Doha ATP World Tour 250 1 286 675 $ – Twarda    | Oliver Marach Mate Pavić     | 6:2, 7:6(6)                | Jamie Murray Bruno Soares          | Guido Pella Dominic Thiem      | Mirza Bašić Borna Ćorić Peter Gojowczyk Stefanos Tsitsipas             |
| 1.      | 1 stycznia  | Maharashtra Open Pune ATP World Tour 250 501 345 $ – Twarda           | Gilles Simon                 | 7:6(4), 6:2                | Kevin Anderson                     | Marin Čilić Benoît Paire       | Robin Haase Michaił Kukuszkin Pierre-Hugues Herbert Ricardo Ojeda Lara |
| 1.      | 1 stycznia  | Maharashtra Open Pune ATP World Tour 250 501 345 $ – Twarda           | Robin Haase Matwé Middelkoop | 7:6(5), 7:6(5)             | Pierre-Hugues Herbert Gilles Simon | Marin Čilić Benoît Paire       | Robin Haase Michaił Kukuszkin Pierre-Hugues Herbert Ricardo Ojeda Lara |
| 2.      | 7 stycznia  | Sydney International Sydney ATP World Tour 250 468 910 $ – Twarda     | Daniił Miedwiediew           | 1:6, 6:4, 7:5              | Alex de Minaur                     | Fabio Fognini Benoît Paire     | Feliciano López Paolo Lorenzi Adrian Mannarino Gilles Müller           |
| 2.      | 7 stycznia  | Sydney International Sydney ATP World Tour 250 468 910 $ – Twarda     | Łukasz Kubot Marcelo Melo    | 6:3, 6:4                   | Jan-Lennard Struff Viktor Troicki  | Fabio Fognini Benoît Paire     | Feliciano López Paolo Lorenzi Adrian Mannarino Gilles Müller           |
| 2.      | 8 stycznia  | ASB Classic Auckland ATP World Tour 250 501 345 $ – Twarda            | Roberto Bautista-Agut        | 6:1, 4:6, 7:5              | Juan Martín del Potro              | David Ferrer Robin Haase       | Karen Chaczanow Peter Gojowczyk Chung Hyeon Jiří Veselý                |
| 2.      | 8 stycznia  | ASB Classic Auckland ATP World Tour 250 501 345 $ – Twarda            | Oliver Marach Mate Pavić     | 6:4, 5:7, 10–7             | Maks Mirny Philipp Oswald          | David Ferrer Robin Haase       | Karen Chaczanow Peter Gojowczyk Chung Hyeon Jiří Veselý                |
| 3.–4.   | 15 stycznia | Australian Open Melbourne Wielki Szlem 25 396 000 A$ – Twarda         | Roger Federer                | 6:2, 6:7(5), 6:3, 3:6, 6:1 | Marin Čilić                        | Kyle Edmund Chung Hyeon        | Tomáš Berdych Grigor Dimitrow Rafael Nadal Tennys Sandgren             |
| 3.–4.   | 15 stycznia | Australian Open Melbourne Wielki Szlem 25 396 000 A$ – Twarda         | Oliver Marach Mate Pavić     | 6:4, 6:4                   | Juan Sebastián Cabal Robert Farah  | Kyle Edmund Chung Hyeon        | Tomáš Berdych Grigor Dimitrow Rafael Nadal Tennys Sandgren             |

### Luty
| Tydzień | Data      | Turniej                                                                     | Zwycięzcy                             | Wynik               | Finaliści                          | Półfinaliści                      | Ćwierćfinaliści                                                                |
| ------- | --------- | --------------------------------------------------------------------------- | ------------------------------------- | ------------------- | ---------------------------------- | --------------------------------- | ------------------------------------------------------------------------------ |
| 6.      | 5 lutego  | Open Sud de France Montpellier ATP World Tour 250 501 345 € – Twarda (hala) | Lucas Pouille                         | 7:6(2), 6:4         | Richard Gasquet                    | David Goffin Jo-Wilfried Tsonga   | Karen Chaczanow Damir Džumhur Benoît Paire Andriej Rublow                      |
| 6.      | 5 lutego  | Open Sud de France Montpellier ATP World Tour 250 501 345 € – Twarda (hala) | Ken Skupski Neal Skupski              | 7:6(2), 6:4         | Ben McLachlan Hugo Nys             | David Goffin Jo-Wilfried Tsonga   | Karen Chaczanow Damir Džumhur Benoît Paire Andriej Rublow                      |
| 6.      | 5 lutego  | Sofia Open Sofia ATP World Tour 250 501 345 € – Twarda (hala)               | Mirza Bašić                           | 7:6(6), 6:7(4), 6:4 | Marius Copil                       | Stan Wawrinka Jozef Kovalík       | Maximilian Marterer Gilles Müller Markos Pagdatis Viktor Troicki               |
| 6.      | 5 lutego  | Sofia Open Sofia ATP World Tour 250 501 345 € – Twarda (hala)               | Robin Haase Matwé Middelkoop          | 5:7, 6:4, 10–4      | Nikola Mektić Alexander Peya       | Stan Wawrinka Jozef Kovalík       | Maximilian Marterer Gilles Müller Markos Pagdatis Viktor Troicki               |
| 6.      | 5 lutego  | Ecuador Open Quito ATP World Tour 250 501 345 $ – Ceglana                   | Roberto Carballés Baena               | 6:3, 4:6, 6:4       | Albert Ramos-Viñolas               | Andrej Martin Thiago Monteiro     | Nicolás Jarry Gaël Monfils Gerald Melzer Corentin Moutet                       |
| 6.      | 5 lutego  | Ecuador Open Quito ATP World Tour 250 501 345 $ – Ceglana                   | Nicolás Jarry Hans Podlipnik-Castillo | 7:6(6), 6:3         | Austin Krajicek Jackson Withrow    | Andrej Martin Thiago Monteiro     | Nicolás Jarry Gaël Monfils Gerald Melzer Corentin Moutet                       |
| 7.      | 12 lutego | Rotterdam Open Rotterdam ATP World Tour 500 1 862 925 € – Twarda (hala)     | Roger Federer                         | 6:2, 6:2            | Grigor Dimitrow                    | David Goffin Andreas Seppi        | Tomáš Berdych Robin Haase Daniił Miedwiediew Andriej Rublow                    |
| 7.      | 12 lutego | Rotterdam Open Rotterdam ATP World Tour 500 1 862 925 € – Twarda (hala)     | Pierre-Hugues Herbert Nicolas Mahut   | 2:6, 6:2, 10–7      | Oliver Marach Mate Pavić           | David Goffin Andreas Seppi        | Tomáš Berdych Robin Haase Daniił Miedwiediew Andriej Rublow                    |
| 7.      | 12 lutego | New York Open Nowy Jork ATP World Tour 250 668 460 $ – Twarda (hala)        | Kevin Anderson                        | 4:6, 6:3, 7:6(1)    | Sam Querrey                        | Kei Nishikori Adrian Mannarino    | Radu Albot Ivo Karlović Adrián Menéndez-Maceiras Frances Tiafoe                |
| 7.      | 12 lutego | New York Open Nowy Jork ATP World Tour 250 668 460 $ – Twarda (hala)        | Maks Mirny Philipp Oswald             | 6:4, 4:6, 10–6      | Wesley Koolhof Artem Sitak         | Kei Nishikori Adrian Mannarino    | Radu Albot Ivo Karlović Adrián Menéndez-Maceiras Frances Tiafoe                |
| 7.      | 12 lutego | Argentina Open Buenos Aires ATP World Tour 250 568 190 $ – Ceglana          | Dominic Thiem                         | 6:2, 6:4            | Aljaž Bedene                       | Federico Delbonis Gaël Monfils    | Guillermo García-López Leonardo Mayer Guido Pella Diego Schwartzman            |
| 7.      | 12 lutego | Argentina Open Buenos Aires ATP World Tour 250 568 190 $ – Ceglana          | Andrés Molteni Horacio Zeballos       | 6:3, 5:7, 10–3      | Juan Sebastián Cabal Robert Farah  | Federico Delbonis Gaël Monfils    | Guillermo García-López Leonardo Mayer Guido Pella Diego Schwartzman            |
| 8.      | 19 lutego | Rio Open Rio de Janeiro ATP World Tour 500 1 695 825 $ – Ceglana            | Diego Schwartzman                     | 6:2, 6:3            | Fernando Verdasco                  | Fabio Fognini Nicolás Jarry       | Aljaž Bedene Pablo Cuevas Gaël Monfils Dominic Thiem                           |
| 8.      | 19 lutego | Rio Open Rio de Janeiro ATP World Tour 500 1 695 825 $ – Ceglana            | David Marrero Fernando Verdasco       | 5:7, 7:5, 10–8      | Nikola Mektić Alexander Peya       | Fabio Fognini Nicolás Jarry       | Aljaž Bedene Pablo Cuevas Gaël Monfils Dominic Thiem                           |
| 8.      | 19 lutego | Open 13 Marsylia ATP World Tour 250 645 485 € – Twarda (hala)               | Karen Chaczanow                       | 7:5, 3:6, 7:5       | Lucas Pouille                      | Tomáš Berdych Ilja Iwaszka        | Julien Benneteau Damir Džumhur Filip Krajinović Nicolas Mahut                  |
| 8.      | 19 lutego | Open 13 Marsylia ATP World Tour 250 645 485 € – Twarda (hala)               | Raven Klaasen Michael Venus           | 6:7(2), 6:3, 10–4   | Marcus Daniell Dominic Inglot      | Tomáš Berdych Ilja Iwaszka        | Julien Benneteau Damir Džumhur Filip Krajinović Nicolas Mahut                  |
| 8.      | 19 lutego | Delray Beach Open Delray Beach ATP World Tour 250 556 010 $ – Twarda        | Frances Tiafoe                        | 6:1, 6:4            | Peter Gojowczyk                    | Steve Johnson Denis Shapovalov    | Chung Hyeon Jewgienij Donskoj Taylor Fritz Reilly Opelka                       |
| 8.      | 19 lutego | Delray Beach Open Delray Beach ATP World Tour 250 556 010 $ – Twarda        | Jack Sock Jackson Withrow             | 4:6, 6:4, 10–8      | Nicholas Monroe John-Patrick Smith | Steve Johnson Denis Shapovalov    | Chung Hyeon Jewgienij Donskoj Taylor Fritz Reilly Opelka                       |
| 9.      | 26 lutego | Dubai Tennis Championships Dubaj ATP World Tour 500 2 623 485 $ – Twarda    | Roberto Bautista-Agut                 | 6:3, 6:4            | Lucas Pouille                      | Malik al-Dżaziri Filip Krajinović | Borna Ćorić Jewgienij Donskoj Yūichi Sugita Stefanos Tsitsipas                 |
| 9.      | 26 lutego | Dubai Tennis Championships Dubaj ATP World Tour 500 2 623 485 $ – Twarda    | Jean-Julien Rojer Horia Tecău         | 6:2, 7:6(2)         | James Cerretani Leander Paes       | Malik al-Dżaziri Filip Krajinović | Borna Ćorić Jewgienij Donskoj Yūichi Sugita Stefanos Tsitsipas                 |
| 9.      | 26 lutego | Abierto Mexicano Telcel Acapulco ATP World Tour 500 1 642 795 $ – Twarda    | Juan Martín del Potro                 | 6:4, 6:4            | Kevin Anderson                     | Jared Donaldson Alexander Zverev  | Chung Hyeon Ryan Harrison Feliciano López Dominic Thiem                        |
| 9.      | 26 lutego | Abierto Mexicano Telcel Acapulco ATP World Tour 500 1 642 795 $ – Twarda    | Jamie Murray Bruno Soares             | 7:6(4), 7:5         | Bob Bryan Mike Bryan               | Jared Donaldson Alexander Zverev  | Chung Hyeon Ryan Harrison Feliciano López Dominic Thiem                        |
| 9.      | 26 lutego | Brasil Open São Paulo ATP World Tour 250 516 205 $ – Ceglana (hala)         | Fabio Fognini                         | 1:6, 6:1, 6:4       | Nicolás Jarry                      | Horacio Zeballos Pablo Cuevas     | Rogério Dutra Silva Guillermo García-López Leonardo Mayer Albert Ramos-Viñolas |
| 9.      | 26 lutego | Brasil Open São Paulo ATP World Tour 250 516 205 $ – Ceglana (hala)         | Federico Delbonis Máximo González     | 6:4, 6:2            | Wesley Koolhof Artem Sitak         | Horacio Zeballos Pablo Cuevas     | Rogério Dutra Silva Guillermo García-López Leonardo Mayer Albert Ramos-Viñolas |

### Marzec
| Tydzień | Data     | Turniej                                                                        | Zwycięzcy             | Wynik               | Finaliści                      | Półfinaliści                              | Ćwierćfinaliści                                                         |
| ------- | -------- | ------------------------------------------------------------------------------ | --------------------- | ------------------- | ------------------------------ | ----------------------------------------- | ----------------------------------------------------------------------- |
| 10.–11. | 8 marca  | BNP Paribas Open Indian Wells ATP World Tour Masters 1000 7 972 535 $ – Twarda | Juan Martín del Potro | 6:4, 6:7(8), 7:6(2) | Roger Federer                  | Borna Ćorić Milos Raonic                  | Chung Hyeon Kevin Anderson Sam Querrey Philipp Kohlschreiber John Isner |
| 10.–11. | 8 marca  | BNP Paribas Open Indian Wells ATP World Tour Masters 1000 7 972 535 $ – Twarda | John Isner Jack Sock  | 7:6(4), 7:6(2)      | Bob Bryan Mike Bryan           | Borna Ćorić Milos Raonic                  | Chung Hyeon Kevin Anderson Sam Querrey Philipp Kohlschreiber John Isner |
| 12.–13. | 21 marca | Miami Open Miami ATP World Tour Masters 1000 7 972 535 $ – Twarda              | John Isner            | 6:7(4), 6:4, 6:4    | Alexander Zverev               | Pablo Carreño-Busta Juan Martín del Potro | Kevin Anderson Borna Ćorić Milos Raonic Chung Hyeon                     |
| 12.–13. | 21 marca | Miami Open Miami ATP World Tour Masters 1000 7 972 535 $ – Twarda              | Bob Bryan Mike Bryan  | 4:6, 7:6(5), 10–4   | Karen Chaczanow Andriej Rublow | Pablo Carreño-Busta Juan Martín del Potro | Kevin Anderson Borna Ćorić Milos Raonic Chung Hyeon                     |

### Kwiecień
| Tydzień | Data        | Turniej                                                                           | Zwycięzcy                       | Wynik             | Finaliści                              | Półfinaliści                           | Ćwierćfinaliści                                                         |
| ------- | ----------- | --------------------------------------------------------------------------------- | ------------------------------- | ----------------- | -------------------------------------- | -------------------------------------- | ----------------------------------------------------------------------- |
| 15.     | 9 kwietnia  | US Men’s Clay Court Championship Houston ATP World Tour 250 557 050 $ – Ceglana   | Steve Johnson                   | 7:6(2), 2:6, 6:4  | Tennys Sandgren                        | Taylor Fritz Ivo Karlović              | John Isner Nick Kyrgios Guido Pella Jack Sock                           |
| 15.     | 9 kwietnia  | US Men’s Clay Court Championship Houston ATP World Tour 250 557 050 $ – Ceglana   | Maks Mirny Philipp Oswald       | 6:7(2), 6:4, 11–9 | Andre Begemann Antonio Šančić          | Taylor Fritz Ivo Karlović              | John Isner Nick Kyrgios Guido Pella Jack Sock                           |
| 15.     | 9 kwietnia  | Grand Prix Hassan II Marrakesz ATP World Tour 250 501 345 € – Ceglana             | Pablo Andújar                   | 6:2, 6:2          | Kyle Edmund                            | Richard Gasquet João Sousa             | Malik al-Dżaziri Nikoloz Basilaszwili Gilles Simon Aleksiej Watutin     |
| 15.     | 9 kwietnia  | Grand Prix Hassan II Marrakesz ATP World Tour 250 501 345 € – Ceglana             | Nikola Mektić Alexander Peya    | 7:5, 3:6, 10–7    | Benoît Paire Édouard Roger-Vasselin    | Richard Gasquet João Sousa             | Malik al-Dżaziri Nikoloz Basilaszwili Gilles Simon Aleksiej Watutin     |
| 16.     | 15 kwietnia | Monte Carlo Masters Monte Carlo ATP World Tour Masters 1000 4 872 105 € – Ceglana | Rafael Nadal                    | 6:3, 6:2          | Kei Nishikori                          | Grigor Dimitrow Alexander Zverev       | Marin Čilić Richard Gasquet David Goffin Dominic Thiem                  |
| 16.     | 15 kwietnia | Monte Carlo Masters Monte Carlo ATP World Tour Masters 1000 4 872 105 € – Ceglana | Bob Bryan Mike Bryan            | 7:6(5), 6:3       | Oliver Marach Mate Pavić               | Grigor Dimitrow Alexander Zverev       | Marin Čilić Richard Gasquet David Goffin Dominic Thiem                  |
| 17.     | 23 kwietnia | Barcelona Open Barcelona ATP World Tour 500 2 510 900 € – Ceglana                 | Rafael Nadal                    | 6:2, 6:1          | Stefanos Tsitsipas                     | Pablo Carreño-Busta David Goffin       | Roberto Bautista-Agut Grigor Dimitrow Martin Kližan Dominic Thiem       |
| 17.     | 23 kwietnia | Barcelona Open Barcelona ATP World Tour 500 2 510 900 € – Ceglana                 | Feliciano López Marc López      | 7:6(5), 6:4       | Aisam-ul-Haq Qureshi Jean-Julien Rojer | Pablo Carreño-Busta David Goffin       | Roberto Bautista-Agut Grigor Dimitrow Martin Kližan Dominic Thiem       |
| 17.     | 23 kwietnia | Hungarian Open Budapeszt ATP World Tour 250 501 345 € – Ceglana                   | Marco Cecchinato                | 7:5, 6:4          | John Millman                           | Aljaž Bedene Andreas Seppi             | Nikoloz Basilaszwili Yannick Maden Lorenzo Sonego Jan-Lennard Struff    |
| 17.     | 23 kwietnia | Hungarian Open Budapeszt ATP World Tour 250 501 345 € – Ceglana                   | Dominic Inglot Franko Škugor    | 6:7(8), 6:1, 10–8 | Matwé Middelkoop Andrés Molteni        | Aljaž Bedene Andreas Seppi             | Nikoloz Basilaszwili Yannick Maden Lorenzo Sonego Jan-Lennard Struff    |
| 18.     | 30 kwietnia | Estoril Open Estoril ATP World Tour 250 501 345 € – Ceglana                       | João Sousa                      | 6:4, 6:4          | Frances Tiafoe                         | Pablo Carreño-Busta Stefanos Tsitsipas | Simone Bolelli Roberto Carballés Baena Kyle Edmund Nicolás Jarry        |
| 18.     | 30 kwietnia | Estoril Open Estoril ATP World Tour 250 501 345 € – Ceglana                       | Kyle Edmund Cameron Norrie      | 6:4, 6:2          | Wesley Koolhof Artem Sitak             | Pablo Carreño-Busta Stefanos Tsitsipas | Simone Bolelli Roberto Carballés Baena Kyle Edmund Nicolás Jarry        |
| 18.     | 30 kwietnia | BMW Open Monachium ATP World Tour 250 501 345 € – Ceglana                         | Alexander Zverev                | 6:3, 6:3          | Philipp Kohlschreiber                  | Chung Hyeon Maximilian Marterer        | Roberto Bautista-Agut Márton Fucsovics Martin Kližan Jan-Lennard Struff |
| 18.     | 30 kwietnia | BMW Open Monachium ATP World Tour 250 501 345 € – Ceglana                         | Ivan Dodig Rajeev Ram           | 6:3, 7:5          | Nikola Mektić Alexander Peya           | Chung Hyeon Maximilian Marterer        | Roberto Bautista-Agut Márton Fucsovics Martin Kližan Jan-Lennard Struff |
| 18.     | 30 kwietnia | Istanbul Open Stambuł ATP World Tour 250 426 145 € – Ceglana                      | Taro Daniel                     | 7:6(4), 6:4       | Malik al-Dżaziri                       | Jérémy Chardy Laslo Đere               | Rogério Dutra Silva Thomas Fabbiano Paolo Lorenzi Jiří Veselý           |
| 18.     | 30 kwietnia | Istanbul Open Stambuł ATP World Tour 250 426 145 € – Ceglana                      | Dominic Inglot Robert Lindstedt | 3:6, 6:3, 10–8    | Ben McLachlan Nicholas Monroe          | Jérémy Chardy Laslo Đere               | Rogério Dutra Silva Thomas Fabbiano Paolo Lorenzi Jiří Veselý           |

### Maj
| Tydzień | Data    | Turniej                                                                        | Zwycięzcy                           | Wynik             | Finaliści                      | Półfinaliści                           | Ćwierćfinaliści                                                  |
| ------- | ------- | ------------------------------------------------------------------------------ | ----------------------------------- | ----------------- | ------------------------------ | -------------------------------------- | ---------------------------------------------------------------- |
| 19.     | 6 maja  | Madrid Open Madryt ATP World Tour Masters 1000 6 200 860 € – Ceglana           | Alexander Zverev                    | 6:4, 6:4          | Dominic Thiem                  | Kevin Anderson Denis Shapovalov        | Rafael Nadal Dušan Lajović Kyle Edmund John Isner                |
| 19.     | 6 maja  | Madrid Open Madryt ATP World Tour Masters 1000 6 200 860 € – Ceglana           | Nikola Mektić Alexander Peya        | 5:3 krecz         | Bob Bryan Mike Bryan           | Kevin Anderson Denis Shapovalov        | Rafael Nadal Dušan Lajović Kyle Edmund John Isner                |
| 20.     | 13 maja | Internazionali d’Italia Rzym ATP World Tour Masters 1000 4 872 105 € – Ceglana | Rafael Nadal                        | 6:1, 1:6, 6:3     | Alexander Zverev               | Novak Đoković Marin Čilić              | Fabio Fognini Kei Nishikori Pablo Carreño-Busta David Goffin     |
| 20.     | 13 maja | Internazionali d’Italia Rzym ATP World Tour Masters 1000 4 872 105 € – Ceglana | Juan Sebastián Cabal Robert Farah   | 3:6, 6:4, 10–4    | Pablo Carreño-Busta João Sousa | Novak Đoković Marin Čilić              | Fabio Fognini Kei Nishikori Pablo Carreño-Busta David Goffin     |
| 21.     | 20 maja | Geneva Open Genewa ATP World Tour 250 501 345 € – Ceglana                      | Márton Fucsovics                    | 6:2, 6:2          | Peter Gojowczyk                | Steve Johnson Fabio Fognini            | Guido Pella Stan Wawrinka Andreas Seppi Tennys Sandgren          |
| 21.     | 20 maja | Geneva Open Genewa ATP World Tour 250 501 345 € – Ceglana                      | Oliver Marach Mate Pavić            | 3:6, 7:6(2), 11–9 | Ivan Dodig Rajeev Ram          | Steve Johnson Fabio Fognini            | Guido Pella Stan Wawrinka Andreas Seppi Tennys Sandgren          |
| 21.     | 20 maja | Lyon Open Lyon ATP World Tour 250 501 345 € – Ceglana                          | Dominic Thiem                       | 3:6, 7:6(2), 6:1  | Gilles Simon                   | Dušan Lajović Cameron Norrie           | Guillermo García-López Taylor Fritz Michaił Kukuszkin John Isner |
| 21.     | 20 maja | Lyon Open Lyon ATP World Tour 250 501 345 € – Ceglana                          | Nick Kyrgios Jack Sock              | 7:5, 2:6, 11–9    | Roman Jebavý Matwé Middelkoop  | Dušan Lajović Cameron Norrie           | Guillermo García-López Taylor Fritz Michaił Kukuszkin John Isner |
| 22.–23. | 27 maja | French Open Paryż Wielki Szlem 18 232 000 € – Ceglana                          | Rafael Nadal                        | 6:4, 6:3, 6:2     | Dominic Thiem                  | Juan Martín del Potro Marco Cecchinato | Diego Schwartzman Marin Čilić Novak Đoković Alexander Zverev     |
| 22.–23. | 27 maja | French Open Paryż Wielki Szlem 18 232 000 € – Ceglana                          | Pierre-Hugues Herbert Nicolas Mahut | 6:2, 7:6(4)       | Oliver Marach Mate Pavić       | Juan Martín del Potro Marco Cecchinato | Diego Schwartzman Marin Čilić Novak Đoković Alexander Zverev     |

### Czerwiec
| Tydzień | Data       | Turniej                                                                      | Zwycięzcy                           | Wynik             | Finaliści                         | Półfinaliści                       | Ćwierćfinaliści                                                              |
| ------- | ---------- | ---------------------------------------------------------------------------- | ----------------------------------- | ----------------- | --------------------------------- | ---------------------------------- | ---------------------------------------------------------------------------- |
| 24.     | 11 czerwca | MercedesCup Stuttgart ATP World Tour 250 656 015 € – Trawiasta               | Roger Federer                       | 6:4, 7:6(3)       | Milos Raonic                      | Nick Kyrgios Lucas Pouille         | Guido Pella Feliciano López Tomáš Berdych Denis Istomin                      |
| 24.     | 11 czerwca | MercedesCup Stuttgart ATP World Tour 250 656 015 € – Trawiasta               | Philipp Petzschner Tim Pütz         | 7:6(5), 6:3       | Robert Lindstedt Marcin Matkowski | Nick Kyrgios Lucas Pouille         | Guido Pella Feliciano López Tomáš Berdych Denis Istomin                      |
| 24.     | 11 czerwca | Rosmalen Open Rosmalen ATP World Tour 250 612 755 € – Trawiasta              | Richard Gasquet                     | 6:3, 7:6(5)       | Jérémy Chardy                     | Matthew Ebden Bernard Tomic        | Mackenzie McDonald Marius Copil Fernando Verdasco Stefanos Tsitsipas         |
| 24.     | 11 czerwca | Rosmalen Open Rosmalen ATP World Tour 250 612 755 € – Trawiasta              | Dominic Inglot Franko Škugor        | 7:6(3), 7:5       | Raven Klaasen Michael Venus       | Matthew Ebden Bernard Tomic        | Mackenzie McDonald Marius Copil Fernando Verdasco Stefanos Tsitsipas         |
| 25.     | 18 czerwca | Queen’s Club Championships Londyn ATP World Tour 500 1 983 595 € – Trawiasta | Marin Čilić                         | 5:7, 7:6(4), 6:3  | Novak Đoković                     | Nick Kyrgios Jérémy Chardy         | Sam Querrey Feliciano López Frances Tiafoe Adrian Mannarino                  |
| 25.     | 18 czerwca | Queen’s Club Championships Londyn ATP World Tour 500 1 983 595 € – Trawiasta | Henri Kontinen John Peers           | 6:4, 6:3          | Jamie Murray Bruno Soares         | Nick Kyrgios Jérémy Chardy         | Sam Querrey Feliciano López Frances Tiafoe Adrian Mannarino                  |
| 25.     | 18 czerwca | Gerry Weber Open Halle ATP World Tour 500 1 983 595 € – Trawiasta            | Borna Ćorić                         | 7:6(6), 3:6, 6:2  | Roger Federer                     | Denis Kudla Roberto Bautista-Agut  | Matthew Ebden Yūichi Sugita Karen Chaczanow Andreas Seppi                    |
| 25.     | 18 czerwca | Gerry Weber Open Halle ATP World Tour 500 1 983 595 € – Trawiasta            | Łukasz Kubot Marcelo Melo           | 7:6(1), 6:4       | Alexander Zverev Mischa Zverev    | Denis Kudla Roberto Bautista-Agut  | Matthew Ebden Yūichi Sugita Karen Chaczanow Andreas Seppi                    |
| 26.     | 24 czerwca | Antalya Open Antalya ATP World Tour 250 426 145 $ – Trawiasta                | Damir Džumhur                       | 6:1, 1:6, 6:1     | Adrian Mannarino                  | Gaël Monfils Jiří Veselý           | João Sousa Guillermo García-López Nikoloz Basilaszwili Pierre-Hugues Herbert |
| 26.     | 24 czerwca | Antalya Open Antalya ATP World Tour 250 426 145 $ – Trawiasta                | Marcelo Demoliner Santiago González | 7:5, 6:7(6), 10–8 | Sander Arends Matwé Middelkoop    | Gaël Monfils Jiří Veselý           | João Sousa Guillermo García-López Nikoloz Basilaszwili Pierre-Hugues Herbert |
| 26.     | 25 czerwca | Eastbourne International Eastbourne ATP World Tour 250 661 085 € – Trawiasta | Mischa Zverev                       | 6:4, 6:4          | Lukáš Lacko                       | Marco Cecchinato Michaił Kukuszkin | Cameron Norrie John Millman Denis Shapovalov Kyle Edmund                     |
| 26.     | 25 czerwca | Eastbourne International Eastbourne ATP World Tour 250 661 085 € – Trawiasta | Luke Bambridge Jonny O’Mara         | 7:5, 6:4          | Ken Skupski Neal Skupski          | Marco Cecchinato Michaił Kukuszkin | Cameron Norrie John Millman Denis Shapovalov Kyle Edmund                     |

### Lipiec
| Tydzień | Data     | Turniej                                                                            | Zwycięzcy                                 | Wynik                      | Finaliści                                 | Półfinaliści                      | Ćwierćfinaliści                                                     |
| ------- | -------- | ---------------------------------------------------------------------------------- | ----------------------------------------- | -------------------------- | ----------------------------------------- | --------------------------------- | ------------------------------------------------------------------- |
| 27.–28. | 2 lipca  | Wimbledon Londyn Wielki Szlem 16 184 500£ – Trawiasta                              | Novak Đoković                             | 6:2, 6:2. 7:6(3)           | Kevin Anderson                            | John Isner Rafael Nadal           | Roger Federer Milos Raonic Kei Nishikori Juan Martín del Potro      |
| 27.–28. | 2 lipca  | Wimbledon Londyn Wielki Szlem 16 184 500£ – Trawiasta                              | Mike Bryan Jack Sock                      | 6:3, 6:7(7), 6:3, 5:7, 7:5 | Raven Klaasen Michael Venus               | John Isner Rafael Nadal           | Roger Federer Milos Raonic Kei Nishikori Juan Martín del Potro      |
| 29.     | 16 lipca | Hall of Fame Tennis Championships Newport ATP World Tour 250 557 050 $ – Trawiasta | Steve Johnson                             | 7:5, 3:6, 6:2              | Ramkumar Ramanathan                       | Marcel Granollers Tim Smyczek     | Adrian Mannarino Dudi Sela Jason Jung Vasek Pospisil                |
| 29.     | 16 lipca | Hall of Fame Tennis Championships Newport ATP World Tour 250 557 050 $ – Trawiasta | Jonatan Erlich Artem Sitak                | 6:1, 6:2                   | Marcelo Arévalo Miguel Ángel Reyes-Varela | Marcel Granollers Tim Smyczek     | Adrian Mannarino Dudi Sela Jason Jung Vasek Pospisil                |
| 29.     | 16 lipca | Swedish Open Båstad ATP World Tour 250 501 345 € – Ceglana                         | Fabio Fognini                             | 6:3, 3:6, 6:1              | Richard Gasquet                           | Henri Laaksonen Fernando Verdasco | Simone Bolelli Casper Ruud Federico Delbonis Pablo Carreño-Busta    |
| 29.     | 16 lipca | Swedish Open Båstad ATP World Tour 250 501 345 € – Ceglana                         | Julio Peralta Horacio Zeballos            | 6:3, 6:4                   | Simone Bolelli Fabio Fognini              | Henri Laaksonen Fernando Verdasco | Simone Bolelli Casper Ruud Federico Delbonis Pablo Carreño-Busta    |
| 29.     | 16 lipca | Croatia Open Umag Umag ATP World Tour 250 501 345 € – Ceglana                      | Marco Cecchinato                          | 6:2, 7:6(4)                | Guido Pella                               | Robin Haase Marco Trungelliti     | Dušan Lajović Andriej Rublow Laslo Đere Jewgienij Donskoj           |
| 29.     | 16 lipca | Croatia Open Umag Umag ATP World Tour 250 501 345 € – Ceglana                      | Robin Haase Matwé Middelkoop              | 6:4, 6:4                   | Roman Jebavý Jiří Veselý                  | Robin Haase Marco Trungelliti     | Dušan Lajović Andriej Rublow Laslo Đere Jewgienij Donskoj           |
| 30.     | 23 lipca | German Tennis Championships Hamburg ATP World Tour 500 1 619 935 € – Ceglana       | Nikoloz Basilaszwili                      | 6:4, 0:6, 7:5              | Leonardo Mayer                            | Nicolás Jarry Jozef Kovalík       | Dominic Thiem Pablo Carreño-Busta Thiago Monteiro Diego Schwartzman |
| 30.     | 23 lipca | German Tennis Championships Hamburg ATP World Tour 500 1 619 935 € – Ceglana       | Julio Peralta Horacio Zeballos            | 6:1, 4:6, 10–6             | Oliver Marach Mate Pavić                  | Nicolás Jarry Jozef Kovalík       | Dominic Thiem Pablo Carreño-Busta Thiago Monteiro Diego Schwartzman |
| 30.     | 23 lipca | Atlanta Open Atlanta ATP World Tour 250 668 460 $ – Twarda                         | John Isner                                | 5:7, 6:3, 6:4              | Ryan Harrison                             | Matthew Ebden Cameron Norrie      | Mischa Zverev Markos Pagdatis Chung Hyeon Nick Kyrgios              |
| 30.     | 23 lipca | Atlanta Open Atlanta ATP World Tour 250 668 460 $ – Twarda                         | Nicholas Monroe John-Patrick Smith        | 3:6, 7:6(5), 10–8          | Ryan Harrison Rajeev Ram                  | Matthew Ebden Cameron Norrie      | Mischa Zverev Markos Pagdatis Chung Hyeon Nick Kyrgios              |
| 30.     | 23 lipca | Swiss Open Gstaad Gstaad ATP World Tour 250 501 345 € – Ceglana                    | Matteo Berrettini                         | 7:6(9), 6:4                | Roberto Bautista-Agut                     | Jürgen Zopp Laslo Đere            | Facundo Bagnis Feliciano López Viktor Galović Taro Daniel           |
| 30.     | 23 lipca | Swiss Open Gstaad Gstaad ATP World Tour 250 501 345 € – Ceglana                    | Matteo Berrettini Daniele Bracciali       | 7:6(2), 7:6(5)             | Denys Mołczanow Igor Zelenay              | Jürgen Zopp Laslo Đere            | Facundo Bagnis Feliciano López Viktor Galović Taro Daniel           |
| 31.     | 30 lipca | Washington Open Waszyngton ATP World Tour 500 1 890 165 $ – Twarda                 | Alexander Zverev                          | 6:2, 6:4                   | Alex de Minaur                            | Stefanos Tsitsipas Andriej Rublow | Kei Nishikori David Goffin Andy Murray Denis Kudla                  |
| 31.     | 30 lipca | Washington Open Waszyngton ATP World Tour 500 1 890 165 $ – Twarda                 | Jamie Murray Bruno Soares                 | 3:6, 6:3, 10–4             | Mike Bryan Édouard Roger-Vasselin         | Stefanos Tsitsipas Andriej Rublow | Kei Nishikori David Goffin Andy Murray Denis Kudla                  |
| 31.     | 30 lipca | Abierto Mexicano Los Cabos Los Cabos ATP World Tour 250 715 455 $ – Twarda         | Fabio Fognini                             | 6:4, 6:2                   | Juan Martín del Potro                     | Damir Džumhur Cameron Norrie      | Jahor Hierasimau Michael Mmoh Adrian Mannarino Yoshihito Nishioka   |
| 31.     | 30 lipca | Abierto Mexicano Los Cabos Los Cabos ATP World Tour 250 715 455 $ – Twarda         | Marcelo Arévalo Miguel Ángel Reyes-Varela | 6:4, 6:4                   | Taylor Fritz Thanasi Kokkinakis           | Damir Džumhur Cameron Norrie      | Jahor Hierasimau Michael Mmoh Adrian Mannarino Yoshihito Nishioka   |
| 31.     | 30 lipca | Austrian Open Kitzbühel ATP World Tour 250 501 345 € – Ceglana                     | Martin Kližan                             | 6:2, 6:2                   | Denis Istomin                             | Jaume Munar Nicolás Jarry         | Dušan Lajović Taro Daniel Matteo Berrettini Maximilian Marterer     |
| 31.     | 30 lipca | Austrian Open Kitzbühel ATP World Tour 250 501 345 € – Ceglana                     | Roman Jebavý Andrés Molteni               | 6:2, 6:4                   | Daniele Bracciali Federico Delbonis       | Jaume Munar Nicolás Jarry         | Dušan Lajović Taro Daniel Matteo Berrettini Maximilian Marterer     |

### Sierpień
| Tydzień | Data        | Turniej                                                                             | Zwycięzcy                     | Wynik             | Finaliści                         | Półfinaliści                    | Ćwierćfinaliści                                                      |
| ------- | ----------- | ----------------------------------------------------------------------------------- | ----------------------------- | ----------------- | --------------------------------- | ------------------------------- | -------------------------------------------------------------------- |
| 32.     | 6 sierpnia  | Rogers Cup Toronto ATP World Tour Masters 1000 5 315 025 $ – Twarda                 | Rafael Nadal                  | 6:2, 7:6(4)       | Stefanos Tsitsipas                | Kevin Anderson Karen Chaczanow  | Marin Čilić Grigor Dimitrow Robin Haase Alexander Zverev             |
| 32.     | 6 sierpnia  | Rogers Cup Toronto ATP World Tour Masters 1000 5 315 025 $ – Twarda                 | Henri Kontinen John Peers     | 6:2, 6:7(7), 10–8 | Raven Klaasen Michael Venus       | Kevin Anderson Karen Chaczanow  | Marin Čilić Grigor Dimitrow Robin Haase Alexander Zverev             |
| 33.     | 12 sierpnia | Western & Southern Open Cincinnati ATP World Tour Masters 1000 5 669 360 $ – Twarda | Novak Đoković                 | 6:4, 6:4          | Roger Federer                     | Marin Čilić David Goffin        | Pablo Carreño-Busta Juan Martín del Potro Milos Raonic Stan Wawrinka |
| 33.     | 12 sierpnia | Western & Southern Open Cincinnati ATP World Tour Masters 1000 5 669 360 $ – Twarda | Jamie Murray Bruno Soares     | 4:6, 6:3, 10–6    | Juan Sebastián Cabal Robert Farah | Marin Čilić David Goffin        | Pablo Carreño-Busta Juan Martín del Potro Milos Raonic Stan Wawrinka |
| 34.     | 19 sierpnia | Winston-Salem Open Winston-Salem ATP World Tour 250 691 415 $ – Twarda              | Daniił Miedwiediew            | 6:4, 6:4          | Steve Johnson                     | Pablo Carreño-Busta Taro Daniel | Chung Hyeon Kyle Edmund Ryan Harrison Nicolás Jarry                  |
| 34.     | 19 sierpnia | Winston-Salem Open Winston-Salem ATP World Tour 250 691 415 $ – Twarda              | Jean-Julien Rojer Horia Tecău | 6:4, 6:2          | James Cerretani Leander Paes      | Pablo Carreño-Busta Taro Daniel | Chung Hyeon Kyle Edmund Ryan Harrison Nicolás Jarry                  |
| 35.–36. | 27 sierpnia | US Open Nowy Jork Wielki Szlem 25 282 920$ – Twarda                                 | Novak Đoković                 | 6:3, 7:6(4), 6:3  | Juan Martín del Potro             | Rafael Nadal Kei Nishikori      | Marin Čilić John Isner John Millman Dominic Thiem                    |
| 35.–36. | 27 sierpnia | US Open Nowy Jork Wielki Szlem 25 282 920$ – Twarda                                 | Mike Bryan Jack Sock          | 6:3, 6:1          | Łukasz Kubot Marcelo Melo         | Rafael Nadal Kei Nishikori      | Marin Čilić John Isner John Millman Dominic Thiem                    |

### Wrzesień
| Tydzień | Data        | Turniej                                                                       | Zwycięzcy                            | Wynik            | Finaliści                             | Półfinaliści                        | Ćwierćfinaliści                                                      |
| ------- | ----------- | ----------------------------------------------------------------------------- | ------------------------------------ | ---------------- | ------------------------------------- | ----------------------------------- | -------------------------------------------------------------------- |
| 38.     | 17 września | St. Petersburg Open Petersburg ATP World Tour 250 1 175 190 $ – Twarda (hala) | Dominic Thiem                        | 6:3, 6:1         | Martin Kližan                         | Roberto Bautista-Agut Stan Wawrinka | Marco Cecchinato Damir Džumhur Daniił Miedwiediew Denis Shapovalov   |
| 38.     | 17 września | St. Petersburg Open Petersburg ATP World Tour 250 1 175 190 $ – Twarda (hala) | Matteo Berrettini Fabio Fognini      | 7:6(6), 7:6(4)   | Roman Jebavý Matwé Middelkoop         | Roberto Bautista-Agut Stan Wawrinka | Marco Cecchinato Damir Džumhur Daniił Miedwiediew Denis Shapovalov   |
| 38.     | 17 września | Moselle Open Metz ATP World Tour 250 501 345 € – Twarda (hala)                | Gilles Simon                         | 7:6(2), 6:1      | Matthias Bachinger                    | Radu Albot Kei Nishikori            | Nikoloz Basilaszwili Ričardas Berankis Richard Gasquet Yannick Maden |
| 38.     | 17 września | Moselle Open Metz ATP World Tour 250 501 345 € – Twarda (hala)                | Nicolas Mahut Édouard Roger-Vasselin | 6:1, 7:5         | Ken Skupski Neal Skupski              | Radu Albot Kei Nishikori            | Nikoloz Basilaszwili Ričardas Berankis Richard Gasquet Yannick Maden |
| 39.     | 24 września | Chengdu Open Chengdu ATP World Tour 250 1 070 040 $ – Twarda                  | Bernard Tomic                        | 6:1, 3:6, 7:6(7) | Fabio Fognini                         | Taylor Fritz João Sousa             | Malik al-Dżaziri Félix Auger-Aliassime Matthew Ebden Sam Querrey     |
| 39.     | 24 września | Chengdu Open Chengdu ATP World Tour 250 1 070 040 $ – Twarda                  | Ivan Dodig Mate Pavić                | 6:2, 6:4         | Austin Krajicek Jeevan Nedunchezhiyan | Taylor Fritz João Sousa             | Malik al-Dżaziri Félix Auger-Aliassime Matthew Ebden Sam Querrey     |
| 39.     | 24 września | Shenzhen Open Shenzhen ATP World Tour 250 733 655 $ – Twarda                  | Yoshihito Nishioka                   | 7:5, 2:6, 6:4    | Pierre-Hugues Herbert                 | Alex de Minaur Fernando Verdasco    | Damir Džumhur Andy Murray Cameron Norrie Albert Ramos-Viñolas        |
| 39.     | 24 września | Shenzhen Open Shenzhen ATP World Tour 250 733 655 $ – Twarda                  | Ben McLachlan Joe Salisbury          | 7:6(5), 7:6(4)   | Robert Lindstedt Rajeev Ram           | Alex de Minaur Fernando Verdasco    | Damir Džumhur Andy Murray Cameron Norrie Albert Ramos-Viñolas        |

### Październik
| Tydzień | Data            | Turniej                                                                              | Zwycięzcy                            | Wynik               | Finaliści                           | Półfinaliści                        | Ćwierćfinaliści                                                    |
| ------- | --------------- | ------------------------------------------------------------------------------------ | ------------------------------------ | ------------------- | ----------------------------------- | ----------------------------------- | ------------------------------------------------------------------ |
| 40.     | 1 października  | China Open Pekin ATP World Tour 500 3 401 860 $ – Twarda                             | Nikoloz Basilaszwili                 | 6:4, 6:4            | Juan Martín del Potro               | Kyle Edmund Fabio Fognini           | Malik al-Dżaziri Márton Fucsovics Filip Krajinović Dušan Lajović   |
| 40.     | 1 października  | China Open Pekin ATP World Tour 500 3 401 860 $ – Twarda                             | Łukasz Kubot Marcelo Melo            | 6:1, 6:4            | Oliver Marach Mate Pavić            | Kyle Edmund Fabio Fognini           | Malik al-Dżaziri Márton Fucsovics Filip Krajinović Dušan Lajović   |
| 40.     | 1 października  | Japan Open Tennis Championships Tokio ATP World Tour 500 1 781 930 $ – Twarda (hala) | Daniił Miedwiediew                   | 6:2, 6:4            | Kei Nishikori                       | Richard Gasquet Denis Shapovalov    | Kevin Anderson Milos Raonic Jan-Lennard Struff Stefanos Tsitsipas  |
| 40.     | 1 października  | Japan Open Tennis Championships Tokio ATP World Tour 500 1 781 930 $ – Twarda (hala) | Ben McLachlan Jan-Lennard Struff     | 6:4, 7:5            | Raven Klaasen Michael Venus         | Richard Gasquet Denis Shapovalov    | Kevin Anderson Milos Raonic Jan-Lennard Struff Stefanos Tsitsipas  |
| 41.     | 7 października  | Shanghai Masters Szanghaj ATP World Tour Masters 1000 7 086 700 $ – Twarda           | Novak Đoković                        | 6:3, 6:4            | Borna Ćorić                         | Roger Federer Alexander Zverev      | Kei Nishikori Matthew Ebden Kyle Edmund Kevin Anderson             |
| 41.     | 7 października  | Shanghai Masters Szanghaj ATP World Tour Masters 1000 7 086 700 $ – Twarda           | Łukasz Kubot Marcelo Melo            | 6:4, 6:2            | Jamie Murray Bruno Soares           | Roger Federer Alexander Zverev      | Kei Nishikori Matthew Ebden Kyle Edmund Kevin Anderson             |
| 42.     | 15 października | Kremlin Cup Moskwa ATP World Tour 250 912 680 $ – Twarda (hala)                      | Karen Chaczanow                      | 6:2, 6:2            | Adrian Mannarino                    | Andreas Seppi Daniił Miedwiediew    | Jahor Hierasimau Filip Krajinović Mirza Bašić Ričardas Berankis    |
| 42.     | 15 października | Kremlin Cup Moskwa ATP World Tour 250 912 680 $ – Twarda (hala)                      | Austin Krajicek Rajeev Ram           | 7:6(4), 6:4         | Maks Mirny Philipp Oswald           | Andreas Seppi Daniił Miedwiediew    | Jahor Hierasimau Filip Krajinović Mirza Bašić Ričardas Berankis    |
| 42.     | 15 października | Stockholm Open Sztokholm ATP World Tour 250 612 755 € – Twarda (hala)                | Stefanos Tsitsipas                   | 6:4, 6:4            | Ernests Gulbis                      | John Isner Fabio Fognini            | Tennys Sandgren Jack Sock Philipp Kohlschreiber Chung Hyeon        |
| 42.     | 15 października | Stockholm Open Sztokholm ATP World Tour 250 612 755 € – Twarda (hala)                | Luke Bambridge Jonny O’Mara          | 3:6, 7:6(2), 10–8   | Marcus Daniell Wesley Koolhof       | John Isner Fabio Fognini            | Tennys Sandgren Jack Sock Philipp Kohlschreiber Chung Hyeon        |
| 42.     | 15 października | European Open Antwerpia ATP World Tour 250 612 755 € – Twarda (hala)                 | Kyle Edmund                          | 3:6, 7:6(2), 7:6(4) | Gaël Monfils                        | Richard Gasquet Diego Schwartzman   | Ilja Iwaszka Jan-Lennard Struff Vasek Pospisil Gilles Simon        |
| 42.     | 15 października | European Open Antwerpia ATP World Tour 250 612 755 € – Twarda (hala)                 | Nicolas Mahut Édouard Roger-Vasselin | 6:4, 7:5            | Marcelo Demoliner Santiago González | Richard Gasquet Diego Schwartzman   | Ilja Iwaszka Jan-Lennard Struff Vasek Pospisil Gilles Simon        |
| 43.     | 22 października | Vienna Open Wiedeń ATP World Tour 500 2 198 250 € – Twarda (hala)                    | Kevin Anderson                       | 6:3, 7:6(3)         | Kei Nishikori                       | Michaił Kukuszkin Fernando Verdasco | Dominic Thiem Márton Fucsovics Gaël Monfils Borna Ćorić            |
| 43.     | 22 października | Vienna Open Wiedeń ATP World Tour 500 2 198 250 € – Twarda (hala)                    | Joe Salisbury Neal Skupski           | 7:6(5), 6:3         | Mike Bryan Édouard Roger-Vasselin   | Michaił Kukuszkin Fernando Verdasco | Dominic Thiem Márton Fucsovics Gaël Monfils Borna Ćorić            |
| 43.     | 22 października | Swiss Indoors Basel Bazylea ATP World Tour 500 1 984 420 € – Twarda (hala)           | Roger Federer                        | 7:6(5), 6:4         | Marius Copil                        | Daniił Miedwiediew Alexander Zverev | Gilles Simon Stefanos Tsitsipas Taylor Fritz Roberto Bautista-Agut |
| 43.     | 22 października | Swiss Indoors Basel Bazylea ATP World Tour 500 1 984 420 € – Twarda (hala)           | Dominic Inglot Franko Škugor         | 6:2, 7:5            | Alexander Zverev Mischa Zverev      | Daniił Miedwiediew Alexander Zverev | Gilles Simon Stefanos Tsitsipas Taylor Fritz Roberto Bautista-Agut |
| 44.     | 29 października | Paris Masters Paryż ATP World Tour Masters 1000 4 872 105 € – Twarda (hala)          | Karen Chaczanow                      | 7:5, 6:4            | Novak Đoković                       | Dominic Thiem Roger Federer         | Jack Sock Alexander Zverev Kei Nishikori Marin Čilić               |
| 44.     | 29 października | Paris Masters Paryż ATP World Tour Masters 1000 4 872 105 € – Twarda (hala)          | Marcel Granollers Rajeev Ram         | 6:4, 6:4            | Jean-Julien Rojer Horia Tecău       | Dominic Thiem Roger Federer         | Jack Sock Alexander Zverev Kei Nishikori Marin Čilić               |

### Listopad
| Tydzień | Data         | Turniej                                                                                    | Zwycięzcy            | Wynik                    | Finaliści                           | Półfinaliści                 | Faza grupowa                                            |
| ------- | ------------ | ------------------------------------------------------------------------------------------ | -------------------- | ------------------------ | ----------------------------------- | ---------------------------- | ------------------------------------------------------- |
| 45.     | 6 listopada  | Next Generation ATP Finals Mediolan Next Generation ATP Finals 1 335 000 $ – Twarda (hala) | Stefanos Tsitsipas   | 2:4, 4:1, 4:3(3), 4:3(3) | Alex de Minaur                      | Jaume Munar Andriej Rublow   | Liam Caruana Taylor Fritz Hubert Hurkacz Frances Tiafoe |
| 46.     | 11 listopada | ATP Finals Londyn ATP Finals 8 500 000 $ – Twarda (hala)                                   | Alexander Zverev     | 6:4, 6:3                 | Novak Đoković                       | Kevin Anderson Roger Federer | Marin Čilić John Isner Kei Nishikori Dominic Thiem      |
| 46.     | 11 listopada | ATP Finals Londyn ATP Finals 8 500 000 $ – Twarda (hala)                                   | Mike Bryan Jack Sock | 5:7, 6:1, 13–11          | Pierre-Hugues Herbert Nicolas Mahut | Kevin Anderson Roger Federer | Marin Čilić John Isner Kei Nishikori Dominic Thiem      |

## Wielki Szlem
| Turniej         | Gra pojedyncza | Gra podwójna                        | Gra mieszana                       |
| Australian Open | Roger Federer  | Oliver Marach Mate Pavić            | Gabriela Dabrowski Mate Pavić      |
| French Open     | Rafael Nadal   | Pierre-Hugues Herbert Nicolas Mahut | Latisha Chan Ivan Dodig            |
| Wimbledon       | Novak Đoković  | Mike Bryan Jack Sock                | Nicole Melichar Alexander Peya     |
| US Open         | Novak Đoković  | Mike Bryan Jack Sock                | Bethanie Mattek-Sands Jamie Murray |

## Wygrane turnieje

### Klasyfikacja tenisistów
| Wygrane | Zawodnik                  | S | D | X | S | D | S | D | S | D | S | D | S | D | X |
| ------- | ------------------------- | - | - | - | - | - | - | - | - | - | - | - | - | - | - |
| 6       | Mate Pavić                |   | 1 | 1 |   |   |   |   |   |   |   | 4 | 0 | 5 | 1 |
| 6       | Jack Sock                 |   | 2 |   |   | 1 |   | 1 |   |   |   | 2 | 0 | 6 | 0 |
| 5       | Rafael Nadal              | 1 |   |   |   |   | 3 |   | 1 |   |   |   | 5 | 0 | 0 |
| 5       | Mike Bryan                |   | 2 |   |   | 1 |   | 2 |   |   |   |   | 0 | 5 | 0 |
| 4       | Novak Đoković             | 2 |   |   |   |   | 2 |   |   |   |   |   | 4 | 0 | 0 |
| 4       | Jamie Murray              |   |   | 1 |   |   |   | 1 |   | 2 |   |   | 0 | 3 | 1 |
| 4       | Roger Federer             | 1 |   |   |   |   |   |   | 2 |   | 1 |   | 4 | 0 | 0 |
| 4       | Nicolas Mahut             |   | 1 |   |   |   |   |   |   | 1 |   | 2 | 0 | 4 | 0 |
| 4       | Oliver Marach             |   | 1 |   |   |   |   |   |   |   |   | 3 | 0 | 4 | 0 |
| 4       | Łukasz Kubot              |   |   |   |   |   |   | 1 |   | 2 |   | 1 | 0 | 4 | 0 |
| 4       | Marcelo Melo              |   |   |   |   |   |   | 1 |   | 2 |   | 1 | 0 | 4 | 0 |
| 4       | Dominic Inglot            |   |   |   |   |   |   |   |   | 1 |   | 3 | 0 | 4 | 0 |
| 4       | Fabio Fognini             |   |   |   |   |   |   |   |   |   | 3 | 1 | 3 | 1 | 0 |
| 4       | Alexander Zverev          |   |   |   | 1 |   | 1 |   | 1 |   | 1 |   | 4 | 0 | 0 |
| 3       | Alexander Peya            |   |   | 1 |   |   |   | 1 |   |   |   | 1 | 0 | 2 | 1 |
| 3       | Ivan Dodig                |   |   | 1 |   |   |   |   |   |   |   | 2 | 0 | 2 | 1 |
| 3       | John Isner                |   |   |   |   |   | 1 | 1 |   |   | 1 |   | 2 | 1 | 0 |
| 3       | Bruno Soares              |   |   |   |   |   |   | 1 |   | 2 |   |   | 0 | 3 | 0 |
| 3       | Henri Kontinen            |   |   |   |   |   |   | 1 |   | 1 |   | 1 | 0 | 3 | 0 |
| 3       | John Peers                |   |   |   |   |   |   | 1 |   | 1 |   | 1 | 0 | 3 | 0 |
| 3       | Karen Chaczanow           |   |   |   |   |   | 1 |   |   |   | 2 |   | 3 | 0 | 0 |
| 3       | Rajeev Ram                |   |   |   |   |   |   | 1 |   |   |   | 2 | 0 | 3 | 0 |
| 3       | Daniił Miedwiediew        |   |   |   |   |   |   |   | 1 |   | 2 |   | 3 | 0 | 0 |
| 3       | Franko Škugor             |   |   |   |   |   |   |   |   | 1 |   | 2 | 0 | 3 | 0 |
| 3       | Horacio Zeballos          |   |   |   |   |   |   |   |   | 1 |   | 2 | 0 | 3 | 0 |
| 3       | Dominic Thiem             |   |   |   |   |   |   |   |   |   | 3 |   | 3 | 0 | 0 |
| 3       | Matteo Berrettini         |   |   |   |   |   |   |   |   |   | 1 | 2 | 1 | 2 | 0 |
| 3       | Robin Haase               |   |   |   |   |   |   |   |   |   |   | 3 | 0 | 3 | 0 |
| 3       | Matwé Middelkoop          |   |   |   |   |   |   |   |   |   |   | 3 | 0 | 3 | 0 |
| 2       | Pierre-Hugues Herbert     |   | 1 |   |   |   |   |   |   | 1 |   |   | 0 | 2 | 0 |
| 2       | Bob Bryan                 |   |   |   |   |   |   | 2 |   |   |   |   | 0 | 2 | 0 |
| 2       | Juan Martín del Potro     |   |   |   |   |   | 1 |   | 1 |   |   |   | 2 | 0 | 0 |
| 2       | Nikola Mektić             |   |   |   |   |   |   | 1 |   |   |   | 1 | 0 | 2 | 0 |
| 2       | Nikoloz Basilaszwili      |   |   |   |   |   |   |   | 2 |   |   |   | 2 | 0 | 0 |
| 2       | Kevin Anderson            |   |   |   |   |   |   |   | 1 |   | 1 |   | 2 | 0 | 0 |
| 2       | Roberto Bautista-Agut     |   |   |   |   |   |   |   | 1 |   | 1 |   | 2 | 0 | 0 |
| 2       | Ben McLachlan             |   |   |   |   |   |   |   |   | 1 |   | 1 | 0 | 2 | 0 |
| 2       | Julio Peralta             |   |   |   |   |   |   |   |   | 1 |   | 1 | 0 | 2 | 0 |
| 2       | Jean-Julien Rojer         |   |   |   |   |   |   |   |   | 1 |   | 1 | 0 | 2 | 0 |
| 2       | Joe Salisbury             |   |   |   |   |   |   |   |   | 1 |   | 1 | 0 | 2 | 0 |
| 2       | Neal Skupski              |   |   |   |   |   |   |   |   | 1 |   | 1 | 0 | 2 | 0 |
| 2       | Horia Tecău               |   |   |   |   |   |   |   |   | 1 |   | 1 | 0 | 2 | 0 |
| 2       | Marco Cecchinato          |   |   |   |   |   |   |   |   |   | 2 |   | 2 | 0 | 0 |
| 2       | Steve Johnson             |   |   |   |   |   |   |   |   |   | 2 |   | 2 | 0 | 0 |
| 2       | Gilles Simon              |   |   |   |   |   |   |   |   |   | 2 |   | 2 | 0 | 0 |
| 2       | Kyle Edmund               |   |   |   |   |   |   |   |   |   | 1 | 1 | 1 | 1 | 0 |
| 2       | Nick Kyrgios              |   |   |   |   |   |   |   |   |   | 1 | 1 | 1 | 1 | 0 |
| 2       | Luke Bambridge            |   |   |   |   |   |   |   |   |   |   | 2 | 0 | 2 | 0 |
| 2       | Maks Mirny                |   |   |   |   |   |   |   |   |   |   | 2 | 0 | 2 | 0 |
| 2       | Andrés Molteni            |   |   |   |   |   |   |   |   |   |   | 2 | 0 | 2 | 0 |
| 2       | Jonny O’Mara              |   |   |   |   |   |   |   |   |   |   | 2 | 0 | 2 | 0 |
| 2       | Philipp Oswald            |   |   |   |   |   |   |   |   |   |   | 2 | 0 | 2 | 0 |
| 2       | Édouard Roger-Vasselin    |   |   |   |   |   |   |   |   |   |   | 2 | 0 | 2 | 0 |
| 1       | Juan Sebastián Cabal      |   |   |   |   |   |   | 1 |   |   |   |   | 0 | 1 | 0 |
| 1       | Robert Farah              |   |   |   |   |   |   | 1 |   |   |   |   | 0 | 1 | 0 |
| 1       | Marcel Granollers         |   |   |   |   |   |   | 1 |   |   |   |   | 0 | 1 | 0 |
| 1       | Marin Čilić               |   |   |   |   |   |   |   | 1 |   |   |   | 1 | 0 | 0 |
| 1       | Borna Ćorić               |   |   |   |   |   |   |   | 1 |   |   |   | 1 | 0 | 0 |
| 1       | Diego Schwartzman         |   |   |   |   |   |   |   | 1 |   |   |   | 1 | 0 | 0 |
| 1       | Feliciano López           |   |   |   |   |   |   |   |   | 1 |   |   | 0 | 1 | 0 |
| 1       | Marc López                |   |   |   |   |   |   |   |   | 1 |   |   | 0 | 1 | 0 |
| 1       | David Marrero             |   |   |   |   |   |   |   |   | 1 |   |   | 0 | 1 | 0 |
| 1       | Jan-Lennard Struff        |   |   |   |   |   |   |   |   | 1 |   |   | 0 | 1 | 0 |
| 1       | Fernando Verdasco         |   |   |   |   |   |   |   |   | 1 |   |   | 0 | 1 | 0 |
| 1       | Pablo Andújar             |   |   |   |   |   |   |   |   |   | 1 |   | 1 | 0 | 0 |
| 1       | Mirza Bašić               |   |   |   |   |   |   |   |   |   | 1 |   | 1 | 0 | 0 |
| 1       | Roberto Carballés Baena   |   |   |   |   |   |   |   |   |   | 1 |   | 1 | 0 | 0 |
| 1       | Taro Daniel               |   |   |   |   |   |   |   |   |   | 1 |   | 1 | 0 | 0 |
| 1       | Damir Džumhur             |   |   |   |   |   |   |   |   |   | 1 |   | 1 | 0 | 0 |
| 1       | Márton Fucsovics          |   |   |   |   |   |   |   |   |   | 1 |   | 1 | 0 | 0 |
| 1       | Richard Gasquet           |   |   |   |   |   |   |   |   |   | 1 |   | 1 | 0 | 0 |
| 1       | Martin Kližan             |   |   |   |   |   |   |   |   |   | 1 |   | 1 | 0 | 0 |
| 1       | Gaël Monfils              |   |   |   |   |   |   |   |   |   | 1 |   | 1 | 0 | 0 |
| 1       | Yoshihito Nishioka        |   |   |   |   |   |   |   |   |   | 1 |   | 1 | 0 | 0 |
| 1       | Lucas Pouille             |   |   |   |   |   |   |   |   |   | 1 |   | 1 | 0 | 0 |
| 1       | João Sousa                |   |   |   |   |   |   |   |   |   | 1 |   | 1 | 0 | 0 |
| 1       | Frances Tiafoe            |   |   |   |   |   |   |   |   |   | 1 |   | 1 | 0 | 0 |
| 1       | Bernard Tomic             |   |   |   |   |   |   |   |   |   | 1 |   | 1 | 0 | 0 |
| 1       | Stefanos Tsitsipas        |   |   |   |   |   |   |   |   |   | 1 |   | 1 | 0 | 0 |
| 1       | Mischa Zverev             |   |   |   |   |   |   |   |   |   | 1 |   | 1 | 0 | 0 |
| 1       | } Marcelo Arévalo         |   |   |   |   |   |   |   |   |   |   | 1 | 0 | 1 | 0 |
| 1       | Daniele Bracciali         |   |   |   |   |   |   |   |   |   |   | 1 | 0 | 1 | 0 |
| 1       | Federico Delbonis         |   |   |   |   |   |   |   |   |   |   | 1 | 0 | 1 | 0 |
| 1       | Marcelo Demoliner         |   |   |   |   |   |   |   |   |   |   | 1 | 0 | 1 | 0 |
| 1       | Jonatan Erlich            |   |   |   |   |   |   |   |   |   |   | 1 | 0 | 1 | 0 |
| 1       | Máximo González           |   |   |   |   |   |   |   |   |   |   | 1 | 0 | 1 | 0 |
| 1       | Santiago González         |   |   |   |   |   |   |   |   |   |   | 1 | 0 | 1 | 0 |
| 1       | Nicolás Jarry             |   |   |   |   |   |   |   |   |   |   | 1 | 0 | 1 | 0 |
| 1       | Roman Jebavý              |   |   |   |   |   |   |   |   |   |   | 1 | 0 | 1 | 0 |
| 1       | Raven Klaasen             |   |   |   |   |   |   |   |   |   |   | 1 | 0 | 1 | 0 |
| 1       | Austin Krajicek           |   |   |   |   |   |   |   |   |   |   | 1 | 0 | 1 | 0 |
| 1       | Robert Lindstedt          |   |   |   |   |   |   |   |   |   |   | 1 | 0 | 1 | 0 |
| 1       | Nicholas Monroe           |   |   |   |   |   |   |   |   |   |   | 1 | 0 | 1 | 0 |
| 1       | Cameron Norrie            |   |   |   |   |   |   |   |   |   |   | 1 | 0 | 1 | 0 |
| 1       | Philipp Petzschner        |   |   |   |   |   |   |   |   |   |   | 1 | 0 | 1 | 0 |
| 1       | Hans Podlipnik-Castillo   |   |   |   |   |   |   |   |   |   |   | 1 | 0 | 1 | 0 |
| 1       | Tim Pütz                  |   |   |   |   |   |   |   |   |   |   | 1 | 0 | 1 | 0 |
| 1       | Miguel Ángel Reyes-Varela |   |   |   |   |   |   |   |   |   |   | 1 | 0 | 1 | 0 |
| 1       | Artem Sitak               |   |   |   |   |   |   |   |   |   |   | 1 | 0 | 1 | 0 |
| 1       | Ken Skupski               |   |   |   |   |   |   |   |   |   |   | 1 | 0 | 1 | 0 |
| 1       | John-Patrick Smith        |   |   |   |   |   |   |   |   |   |   | 1 | 0 | 1 | 0 |
| 1       | Michael Venus             |   |   |   |   |   |   |   |   |   |   | 1 | 0 | 1 | 0 |
| 1       | Jackson Withrow           |   |   |   |   |   |   |   |   |   |   | 1 | 0 | 1 | 0 |

### Klasyfikacja państw
| Wygrane | Państwo              | S | D | X | S | D | S | D | S | D | S | D | S | D  | X  |
| ------- | -------------------- | - | - | - | - | - | - | - | - | - | - | - | - | -- | -- |
| 17      | Stany Zjednoczone    |   | 2 |   |   | 1 | 1 | 4 |   |   | 4 | 5 | 5 | 12 | 0  |
| 15      | Chorwacja            |   | 1 | 2 |   |   |   | 1 | 2 | 1 |   | 8 | 2 | 11 | 2  |
| 15      | Wielka Brytania      |   |   | 1 |   |   |   | 1 |   | 4 | 1 | 8 | 1 | 13 | 1  |
| 12      | Hiszpania            | 1 |   |   |   |   | 3 | 1 | 2 | 2 | 3 |   | 9 | 3  | 0  |
| 12      | Austria              |   | 1 | 1 |   |   |   | 1 |   |   | 3 | 6 | 3 | 8  | 1  |
| 9       | Francja              |   | 1 |   |   |   |   |   |   | 1 | 5 | 2 | 5 | 4  | 0  |
| 8       | Brazylia             |   |   |   |   |   |   | 2 |   | 4 |   | 2 | 0 | 8  | 0  |
| 8       | Argentyna            |   |   |   |   |   | 1 |   | 2 | 1 |   | 4 | 3 | 5  | 0  |
| 8       | Włochy               |   |   |   |   |   |   |   |   |   | 6 | 2 | 6 | 2  | 0  |
| 7       | Niemcy               |   |   |   | 1 |   | 1 |   | 1 | 1 | 2 | 1 | 5 | 2  | 0  |
| 7       | Australia            |   |   |   |   |   |   | 1 |   | 1 | 2 | 3 | 2 | 5  | 0  |
| 6       | Rosja                |   |   |   |   |   | 1 |   | 1 |   | 4 |   | 6 | 0  | 0  |
| 5       | Holandia             |   |   |   |   |   |   |   |   | 1 |   | 4 | 0 | 5  | 0  |
| 4       | Serbia               | 2 |   |   |   |   | 2 |   |   |   |   |   | 4 | 0  | 0  |
| 4       | Szwajcaria           | 1 |   |   |   |   |   |   | 2 |   | 1 |   | 4 | 0  | 0  |
| 4       | Polska               |   |   |   |   |   |   | 1 |   | 2 |   | 1 | 0 | 4  | 0  |
| 4       | Japonia              |   |   |   |   |   |   |   |   | 1 | 2 | 1 | 2 | 2  | 0  |
| 3       | Finlandia            |   |   |   |   |   |   | 1 |   | 1 |   | 1 | 0 | 3  | 0  |
| 3       | Południowa Afryka    |   |   |   |   |   |   |   | 1 |   | 1 | 1 | 2 | 1  | 0  |
| 3       | Chile                |   |   |   |   |   |   |   |   | 1 |   | 2 | 0 | 3  | 0  |
| 2       | Gruzja               |   |   |   |   |   |   |   | 2 |   |   |   | 2 | 0  | 0  |
| 2       | Rumunia              |   |   |   |   |   |   |   |   | 1 |   | 1 | 0 | 2  | 0  |
| 2       | Bośnia i Hercegowina |   |   |   |   |   |   |   |   |   | 2 |   | 2 | 0  | 0  |
| 2       | Białoruś             |   |   |   |   |   |   |   |   |   |   | 2 | 0 | 2  | 0  |
| 2       | Meksyk               |   |   |   |   |   |   |   |   |   |   | 2 | 0 | 2  | 0  |
| 2       | Nowa Zelandia        |   |   |   |   |   |   |   |   |   |   | 2 | 0 | 2  | 0  |
| 1       | Kolumbia             |   |   |   |   |   |   | 1 |   |   |   |   | 0 | 1  | 0  |
| 1       | Grecja               |   |   |   |   |   |   |   |   |   | 1 |   | 1 | 0  | 0  |
| 1       | Portugalia           |   |   |   |   |   |   |   |   |   | 1 |   | 1 | 0  | 0  |
| 1       | Słowacja             |   |   |   |   |   |   |   |   |   | 1 |   | 1 | 0  | 0  |
| 1       | Węgry                |   |   |   |   |   |   |   |   |   | 1 |   | 1 | 0  | 0  |
| 1       | Czechy               |   |   |   |   |   |   |   |   |   |   | 1 | 0 | 1  | 0' |
| 1       | Izrael               |   |   |   |   |   |   |   |   |   |   | 1 | 0 | 1  | 0  |
| 1       | Salwador             |   |   |   |   |   |   |   |   |   |   | 1 | 0 | 1  | '0 |
| 1       | Szwecja              |   |   |   |   |   |   |   |   |   |   | 1 | 0 | 1  | 0  |

## Obronione tytuły
- Roger Federer – Australian Open, Bazylea (singel)
- Jean-Julien Rojer – Dubaj, Winston-Salem (debel)
- Horia Tecău – Dubaj, Winston-Salem (debel)
- Jamie Murray – Acapulco (debel), US Open (mikst)
- Bruno Soares – Acapulco (debel)
- Steve Johnson – Houston (singel)
- Rafael Nadal – Monte Carlo, Barcelona, French Open (singel)
- Alexander Zverev – Monachium, Waszyngton (singel)
- Łukasz Kubot – Halle (debel)
- Marcelo Melo – Halle (debel)
- John Isner – Atlanta (singel)
- Édouard Roger-Vasselin – Metz (debel)
- Ben McLachlan – Tokio (debel)